# واسیلیفکا (شهرستان شارانسکی، باشقیرستان)
واسیلیفکا (انگلیسی: Vasilyevka, Sharansky District, Republic of Bashkortostan) یک شهرک در شهرستان شارانسکی استان باشقیرستان کشور روسیه است.